# Heinrich Bessel

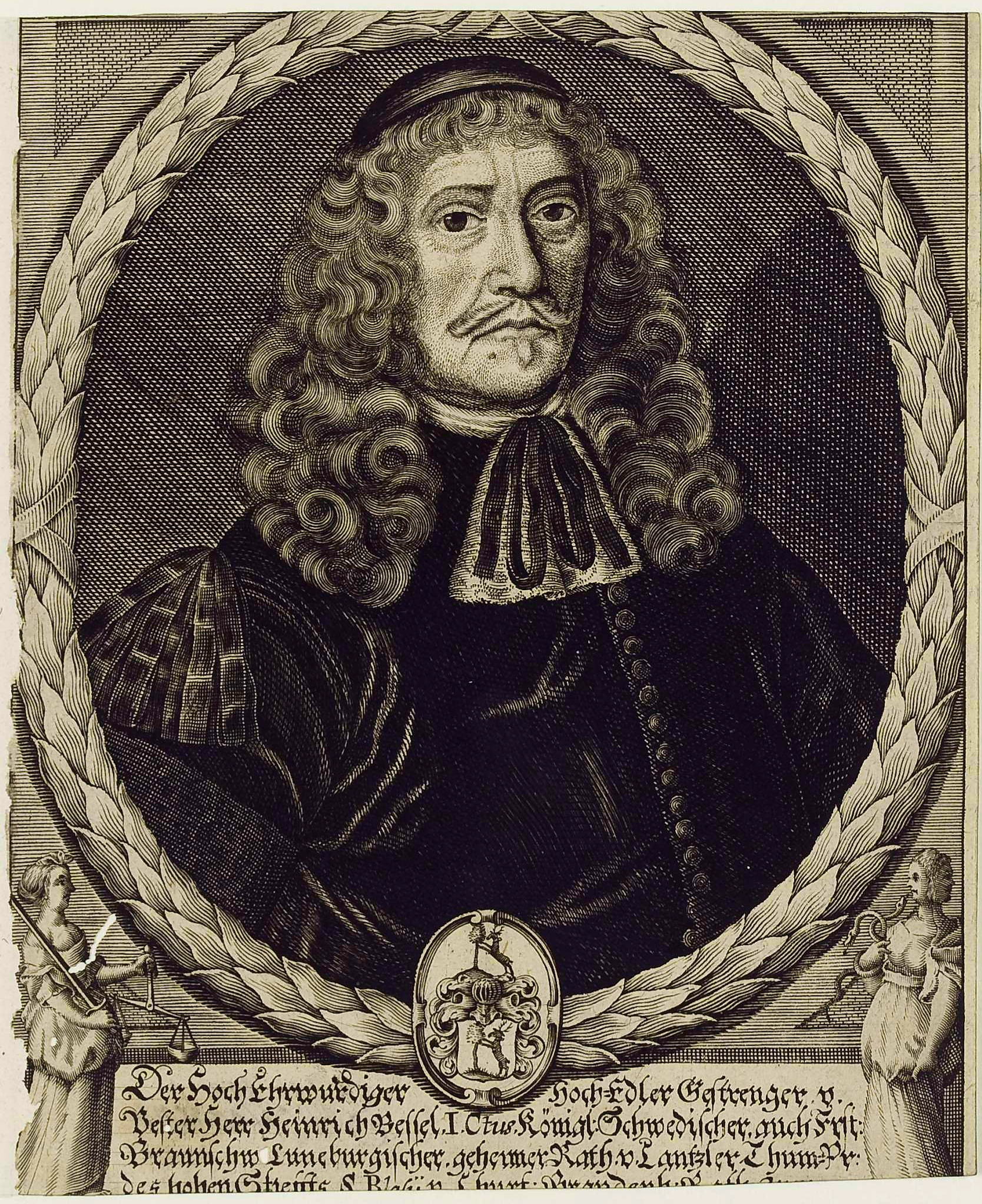
Heinrich Bessel (1603–1671)

Heinrich Bessel (* 28. Juli 1603; † 22. Oktober 1671 in Braunschweig) stammt aus dem Adelsgeschlecht derer von Bessel. Er war ein Kanzler des Fürstentums Minden und des harburgischen Landesanteils des Fürstentums Lüneburg.

## Leben

### Herkunft
Über seine Großmutter Johanna Bessel geb. von Schaumburg († 1599) besaß Bessel hochadelige Ahnen. Sie war eine illegitime Tochter seines Urgroßvaters Johann V. von Holstein-Schaumburg (1512–1560), eines Sohnes des Grafen Jobst I. sowie Onkels der beiden Mindener Fürstbischöfe Hermann und Anton. Sein Großvater, der fürstbischöflich mindensche Oberamtmann und Kammerrat zu Petershagen, Engelbert Bessel († 1567), war mit jener Schaumburger Grafentochter Johanna verheiratet. Das Epitaph des Ehepaares Engelbert von Bessel und Johanna von Schaumburg (van Schauenburg) befindet sich in der Sakristei der Petrikirche zu Petershagen.
Deren Sohn bzw. Heinrich Bessels Vater, der fürstbischöfliche Geheime Rat und Kanzler Johann Bessel (urkundlich 1597–1649), Burgmann zu Petershagen, Drakenburg und Uchte, ab 1617 Drost zu Liebenau, erhielt 1630 von Herzog Christian von Braunschweig-Lüneburg, evangelischer Regent des Hochstifts Minden, eine Adelsanerkennung, nämlich des angeblich 1494 seinem Vorfahren, dem kaiserlichen Obersten Jobst Bessel, erteilten Reichsadelsstandes. In älterer Literatur werden Thiderikus de Besle, 1243 urkundlich zu Hannover, und Hermann Bezel, 1333 Knappe und Burgmann zu Quakenbrück, zu möglichen Vorfahren gezählt. Vom späterhin von den meisten Adelsgeschlechtern obligatorisch geführten Prädikat „von“ machten die frühen Bessel nur gelegentlich Gebrauch.
Heinrich Bessels Mutter Anna war eine Tochter des Mindener Geheimen Rats und Kanzlers Heinrich Bulle (um 1545–1597), dessen Vater Moritz Ratsherr zu Minden war. Das mehrteilige Sandsteinepitaph für Heinrich Bulle, des Großvaters mütterlicherseits, befindet sich in der Kirche St. Martini in Minden.
Heinrich Bessels Schwester wurde 1624 in das evangelische adlige Damenstift Walsrode aufgenommen, das 1626 von Tillys Truppen geplündert wurde. Sein älterer Bruder Christian Bessel (1601–1641), Burgmann und Herr zu Drakenburg und Petershagen, war schwedischer und braunschweig-lüneburgischer Obrist, Kommandant von Hameln und in Nachfolge des Vaters Drost von Liebenau, ab 1636 verheiratet mit Leveke von Münchhausen (1616–1675), einer Tochter des Gutsbesitzers Ludolf von Münchhausen (1570–1640), die ab 1627 im Stift Fischbeck erzogen worden war.

### Wirken
Auf Grund väterlichen Erbes war Heinrich Bessel Erbsasse zu Petershagen und Uchte in Westfalen. Das väterliche Gut zu Drakenburg hatte er hingegen nicht besessen. Nach juristischem Studium war er Respondent an der Universität Marburg. Dort war er ab 1626 auch Dozent. 1628 begab er sich auf Reisen. 1631 wurde er zum erzbischöflich bremischen Hofrat zu Bremervörde bestallt.
Während des Dreißigjährigen Krieges hatte ab 1633/34 der Bruder von Herzog Christian, des vormaligen Administrators des Hochstifts Minden, nämlich Herzog Georg von Braunschweig-Lüneburg, die vom schwedischen König Gustav Adolf bereits 1631 militärvertraglich zugesicherte sowie faktische Landesherrschaft im Hochstift Minden inne, nachdem er als schwedischer Feldherr durch militärische Erfolge das Territorium von den kaiserlich-katholischen Truppen erobert hatte. In Minden hatte er als kriegsrechtlicher Landesherr eine eigene, braunschweig-lüneburgische Landesregierung eingesetzt. Der promovierte Jurist Heinrich Bessel war braunschweig-lüneburgischer Geheimer Rat und Kanzler zu Minden 1635. Im April 1636 setzten die Schweden Georg ab und machten Minden zu einem schwedischen Territorium.
Es erfolgte im Frühjahr 1636 die Bildung einer schwedischen Landesregierung des Territoriums Minden. Dieser stand Heinrich Bessel von etwa 1644 bis zur Auflösung dieser Regierung 1649 als Geheimer Rat und Kanzler vor. Da die Stelle des Superintendenten seit 1632 noch immer unbesetzt war, setzte er sich seit 1645, zusammen mit seinen Regierungsräten, beim schwedischen Gouverneur Gustaf Otto Stenbock dafür ein, dass die Stelle des Landessuperintendenten wieder besetzt werde, worauf Stenbock im Frühjahr 1646 seinen Feld- und Hofprediger Julius Schmidt, der ihm von Bessel empfohlen worden war, mit der Stelle betraute.
Ab 1648 war Heinrich Bessel Rat des neuen Fürsten zu Minden, des Großen Kurfürsten von Brandenburg, sowie Dompropst des Stifts St. Blasii in Braunschweig (1649–1671). Ebenso war er Rat in Diensten des Hauses Oldenburg, wie zuvor unter anderem schon sein Schwiegervater Erich Hedemann und sein Großvater Heinrich Bulle. 1650 wurde Bessel zum herzoglich braunschweig-lüneburgischen Kanzler des harburgischen Landesanteils des Fürstentums Lüneburg bestallt. Er bezog das Kanzlerhaus in Harburg als Dienstwohnung, welches nach dem Harburger Schloss das ranghöchste Gebäude in Harburg war. Von hier aus wurde Harburg und Umgebung seit 1642 durch einen Kanzler der Herzöge von Braunschweig-Lüneburg verwaltet. Bessel war stetig darauf bedacht, in Harburg den Handel zu heben, und so kam 1661 unter seiner Mitwirkung ein Handelsvertrag zwischen dem Haus Kurbrandenburg und dem braunschweig-lüneburgischen Fürstenhaus zustande. Das Kanzleramt legte er 1667 nieder und starb 1671 in Braunschweig.

### Familie

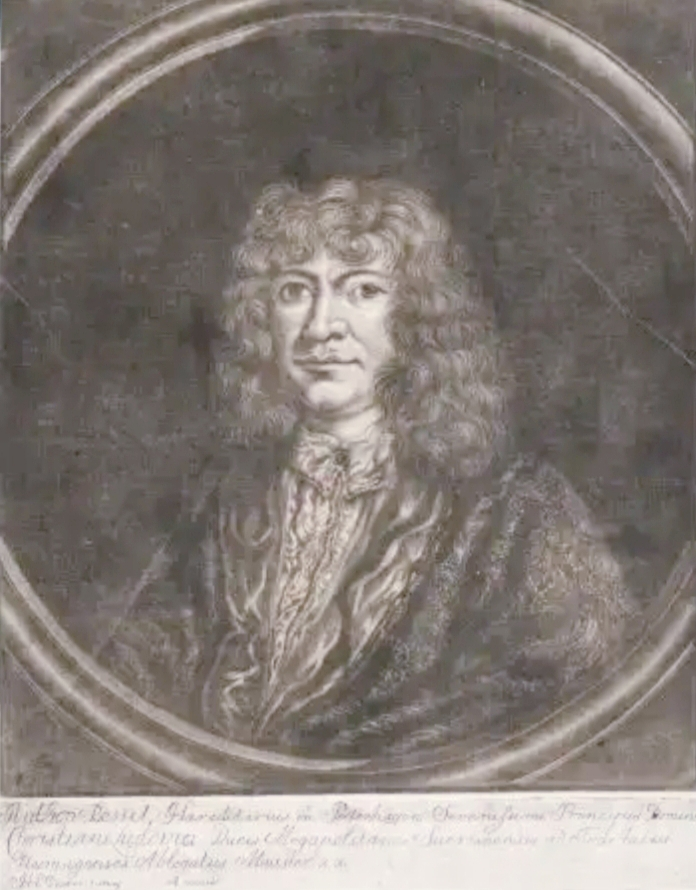
Sohn Anton Bessel (1646–1701), um 1678 als Gesandter zum Frieden von Nimwegen

Heinrich Bessel vermählte sich am 1. Advent 1630 in Petershagen mit Anna (von) Hedemann aus dem Hause Dorste, einer Tochter des Kanzlers des Fürstentums Lüneburg, Erich Hedemann (1567–1636). Ihre Schwester Maria (von) Hedemann (1622–1670) war mit dem Generalquartiermeister und Obristen Hieronymus (von) Bessel († 1664/65) verheiratet, ab 1645 Herr auf Gut Bordenau (das später in den Besitz derer von Scharnhorst kam).

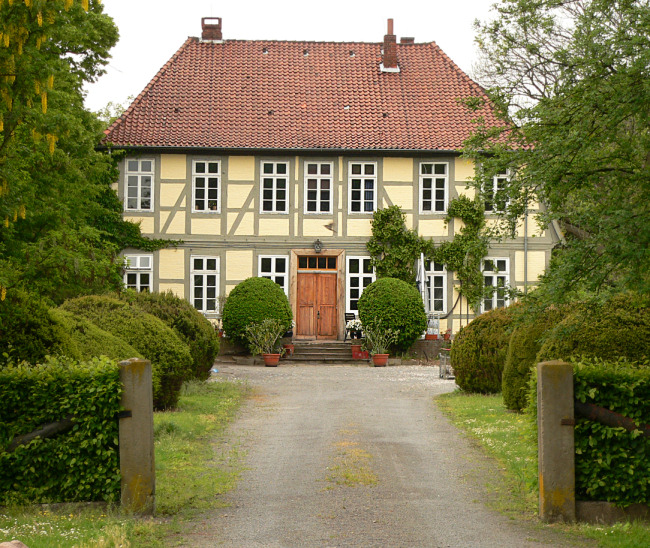
Herrenhaus auf Gut Bordenau, erbaut um 1650, Geburtshaus des Gerhard von Scharnhorst

Aus Heinrich Bessels Ehe gingen sieben Söhne und mehrere Töchter hervor, darunter:
- Christian Georg von Bessel (1636–1688), Erbsasse auf Petershagen, Schriftsteller,[25] Jurist, ab 1671[26] kurbrandenburgischer Rat und Domherr der Stiftskirche Havelberg.[27]

- Eine Tochter Heinrich Bessels war mit dem herzoglich württembergischen Rat Heinrich Grave zu Harburg verheiratet, der auch der Bruder der Gattin von Christian Georg war.[27]

- Anton von Bessel (1646–1701), ebenfalls Erbsasse zu Petershagen, der erst herzoglich mecklenburg-schwerinscher Hofrat und Gesandter zur Friedenskonferenz von Nimwegen, dann herzoglich anhaltischer Geheimer Rat und Kanzler des Stifts Quedlinburg[28] wurde.[1]

- Heinrich von Bessel, der 1668 als Hauptmann in venetianischen Kriegsdiensten gegen die Osmanen fiel, bei einem Ausfall während der Belagerung von Candia.[24][29]

## Ehrungen
1914 wurde die Besselstraße in Hamburg-Wilstorf nach Heinrich Bessel benannt.